# Горња Дубница
Горња Дубница (алб. Dumnicë e Epërme) је насељено место у општини Подујево, Косово и Метохија, Република Србија.

## Демографија
| Демографија | Демографија | Демографија |
| Година      | Становника  | Становника  |
| ----------- | ----------- | ----------- |
| 1948.       | 460         |             |
| 1953.       | 511         |             |
| 1961.       | 643         |             |
| 1971.       | 830         |             |
| 1981.       | 844         |             |
| 1991.       | 897         |             |